# Goeroe Har Krisjan

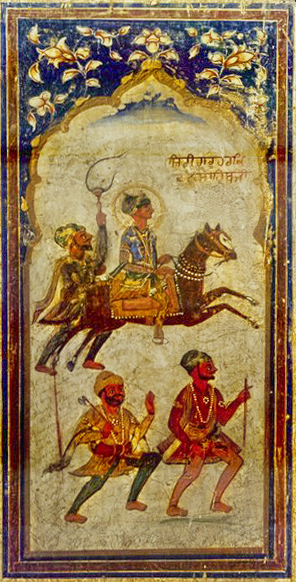
Goeroe Har Krishan

Goeroe Har Krishan (Gurmukhi: ਸ੍ਰੀ ਗੁਰੂ ਹਰਿ ਕ੍ਰਿਸ਼ਨ ਜੀ, Devanagari: स्री गुरु हरि क्रिस़न जी, uitspraak: "Har Kris-jen" ) (7 juli 1656 – 30 maart 1664) was de achtste goeroe van de sikhs. Hij werd goeroe op 7 oktober 1661 als opvolger van zijn vader Goeroe Har Rai en was toen pas vijf jaar oud. Na het korte leiderschap van Har Krishan werd zijn oudoom Goeroe Tegh Bahadur benoemd tot nieuwe goeroe.
Tijdens het leven van Har Krishan werd de gurdwara Bala Sahib gebouwd, alwaar hij werd gecremeerd.
Nanak · Angad  · Amar Das  · Ram Das · Arjan  · Hargobind · Har Rai  · Har Krisjan · Tegh Bahadur · Gobind Singh